# كريس جونز (منافس ألعاب قوى)
كريس جونز (بالإنجليزية: Chris Jones)‏ (و. 1973  م) هو منافس ألعاب قوى أمريكي.